# توماس آر. روس
توماس آر. روس (بالإنجليزية: Thomas R. Ross)‏ هو محامي وسياسي أمريكي، ولد في 26 أكتوبر 1788 في الولايات المتحدة، وتوفي بنفس المكان في 28 يونيو 1869. حزبياً، نشط في الحزب الجمهوري الديمقراطي. انتخب عضو مجلس النواب الأمريكي.